# Запис Гавриловића јабука (Кулиновци)
Запис Гавриловића јабука (Кулиновци) се налази на парцели чији је власник Гавриловић Душко.

## Локација
| Општина             | Чачак                                                                       |
| Катастарска општина | Кулиновци                                                                   |
| Потес               | Котарац                                                                     |
| Координате          | 43° 52′ 09″ С; 20° 20′ 55″ И / 43.869199999999999° С; 20.348500000000001° И |
| Надморска висина    | 332m                                                                        |

## Карактеристике
Дендрометријске вредности утврђене на терену и сателитским снимцима:
| Стабло                     | Јабука |
| Висина стабла              | m      |
| Обим дебла                 | m      |
| Пречник крошње             | 6m     |
| Пречник дебла              | m      |
| Висина дебла до прве гране | m      |

## База записа
Запис је у оквиру Викимедија пројекта "Запис - Свето дрво" заведен под редним бројем 0910.